# 保内インターチェンジ

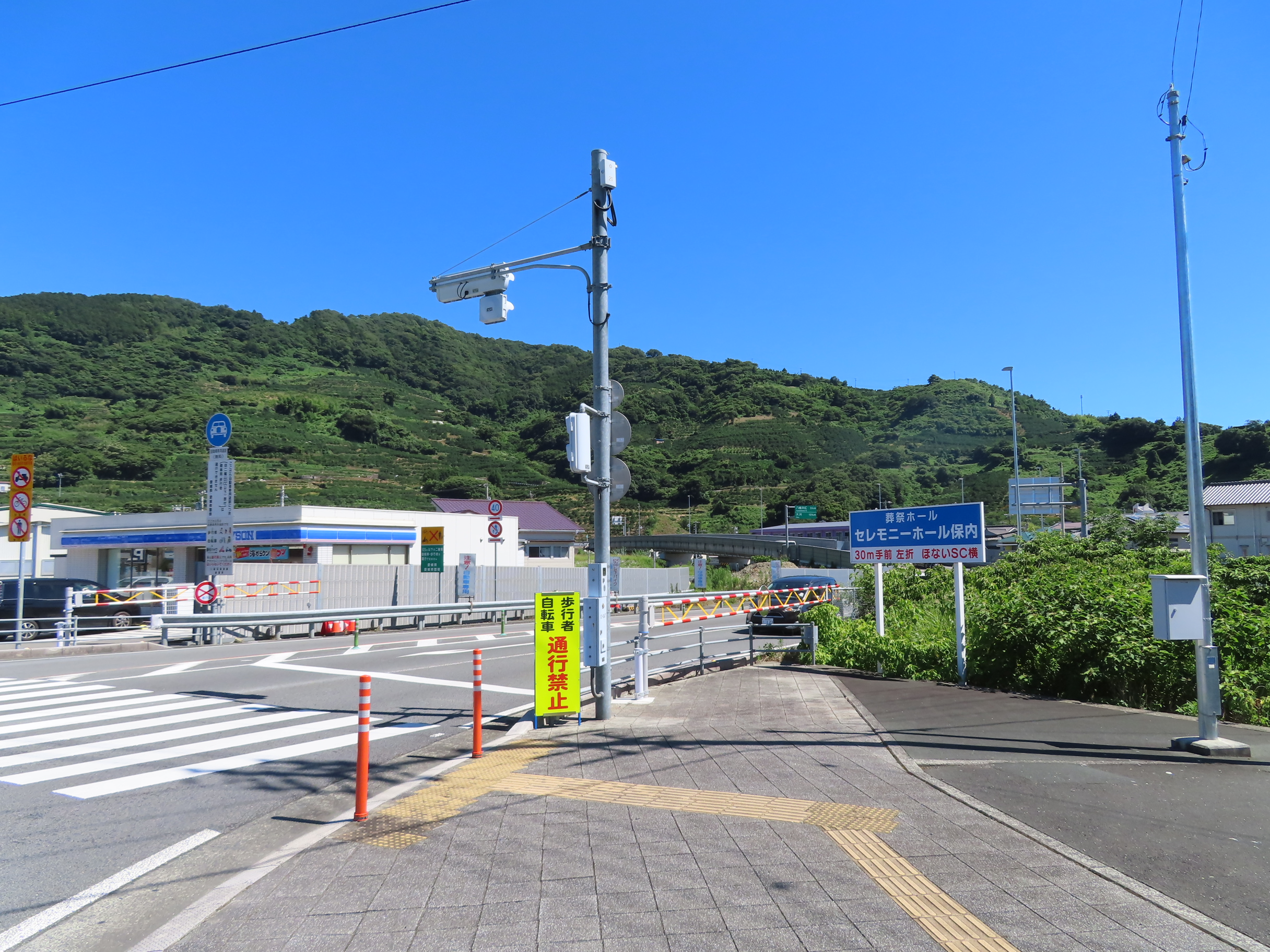
保内インターチェンジ出入口（2023年7月）

保内インターチェンジ（ほないインターチェンジ）は、愛媛県八幡浜市保内喜木にある大洲・八幡浜自動車道（名坂道路）のインターチェンジである。
当ICで、豊後伊予連絡道路と接続する計画となっている。

## 接続する道路
- 国道197号

## 歴史
- 2013年3月17日 : 八幡浜IC - 当IC間開通に伴い供用開始

## 周辺
- 八幡浜市役所保内庁舎
- ショッピングセンター保内
- 保内ボウル

## 名坂道路 開通の遅れ
名坂道路は、当初2006年度に開通の予定であったが、談合事件による鉄橋メーカーの指名停止で大平高架橋建設が遅れた上に、八幡浜IC付近の用地買収難航により暫定ランプでの開通に計画変更された関係で、2007年度開通に変更となった。しかし、暫定ランプでの開通直前の2007年12月に、八幡浜IC付近で地すべりの兆候が見られたため、開通時期は再度白紙に。地すべり対策により起業面積が増えたため、事業認定のやり直しの上、未買収地を土地収用したり、地すべり対策工事の盛土には八西トンネル工事で出た土が活用するなど紆余曲折を経て、2013年3月17日に開通した。

## 隣
大洲・八幡浜自動車道（名坂道路）
八幡浜IC - 保内IC